# Gens
Im Römischen Reich wurde das Wort gens (lateinisch, wörtlich „[das] Geschlecht“; Mehrzahl: gentes) ursprünglich als Bezeichnung für eine Sippe oder Gruppe von Familien benutzt (siehe auch Geschlecht (Genealogie)), die im Glauben an einen gemeinsamen männlichen Ahnen dessen Namen, das nomen gentile trugen. Gemäß römischer Namenskonvention der Zeit zwischen 200 v. Chr. und 100 n. Chr. war der Name der gens der zweite Teil des dreiteiligen Namens eines Mannes. So gehörte etwa Gaius Iulius Caesar zur gens Iulia, Marcus Licinius Crassus zur gens Licinia. Später bezeichnete gens im weiteren Sinne auch einen Volksstamm oder ein Volk, deren gemeinsame Abstammung angenommen wurde; daher wurde gens Bestandteil des Begriffs ius gentium, des Völkerrechts.

## Römischegentes
Ursprünglich waren die römischen gentes in Familien gegliederte Siedlungsverbände, obgleich der Begriff wohl nicht so alt ist, wie die Römer vermeinten. Bei wenigen von einzelnen Kulten oder Zeremonien abgeleitet, waren die Namen hauptsächlich persönlicher oder familiärer Natur. Die gentes wiesen üblicherweise keinen kultisch verehrten, legendären Gründer auf. Von den Sippenversammlungen wird nicht berichtet, dass sie rechtlich bindende Beschlüsse gefasst hätten.
Die Beziehungen der gentes waren lange ein wesentlicher Faktor der römischen Politik, Mitglieder der gleichen gens gehörten zur Familie und waren deshalb häufig politische Verbündete. Die ursprünglich nicht erlaubten Ehen zwischen Plebejern und Patriziern führten zum Erlöschen mehrerer patrizischer Familien. Das im Jahr 445 v. Chr. verabschiedete Lex Canuleia gestattete Ehen zwischen Patriziern und Plebejern und ließ plebejische gentes in die Führungsschicht aufsteigen, was zur Entstehung der Nobilität führte.
Unter den patrizischen gentes gab es die gentes maiores und minores. Erstere waren Roms führende Familien der Aemilier, Claudier, Cornelier, Fabier und Valerier, die einige Privilegien religiöser und weltlicher Art für sich reklamierten, letztere waren die im Laufe der Zeit sozial und politisch abgestiegenen. Daneben gab es auch plebejische gentes wie die Sempronier oder die Livier, die ebenfalls höchste Ämter und großes Ansehen erlangten.
Grundsätzlich gehörte jeder römische Bürger einer gens an. Spätestens seit der Constitutio Antoniniana (212 n. Chr.) wurde die gens für die große Mehrheit der Römer bedeutungslos; in der weströmischen Senatsaristokratie hielt man (formal) an diesem Konzept bis ins 6. Jahrhundert fest.

## „Barbarische“gentes
Im Hinblick auf die sogenannte Völkerwanderungszeit wurden die gentes in der älteren Forschung als homogene „Völker“ betrachtet und eine biologische Abstammung der diversen Verbände (Goten, Langobarden, Franken, aber auch der Hunnen) vorausgesetzt. Diese lange Zeit prägende Ansicht wurde im Rahmen moderner Forschungsansätze in Frage gestellt und letztlich widerlegt.
Die germanischen „Stämme“ (lateinisch: gentes bzw. nationes) der Völkerwanderungszeit stellten nach heute dominierender Forschungsmeinung keine konstanten Einheiten oder Abstammungsgemeinschaften dar, wenngleich antike Quellen dies teils suggerieren. Vielmehr schlossen sich beispielsweise gotischen Verbänden auch Rugier oder Heruler an; einzelne Individuen und ganze Gruppen konnten ihre Zugehörigkeit wiederholt wechseln. Die neuere Forschung hat nachgewiesen, dass Gleichartigkeiten der Sprache, der Kleidung oder der Waffen allein für eine ethnische Zuordnung kaum aussagekräftig sind.
Der Kerngedanke der modernen Forschung ist (ausgehend vom lange Zeit einflussreichen Ethnogeneseansatz), dass man keine uranfängliche, überzeitliche und statische Entwicklung von Völkern voraussetzen kann, sondern sich Gruppen aus dem Barbaricum in der Spätantike vielmehr in einem dynamischen sozialen Prozess zusammenschließen und auch wieder trennen konnten. Sie entwickelten erst anschließend eine eigene Identität, die sich beispielsweise in Herkunftsgeschichten ausdrückte (siehe Origo gentis). Demnach sind Völker und Stämme heterogene, nicht biologisch determinierte Gemeinschaften, sondern Ergebnis einer komplexeren historisch-sozialen Entwicklung. Die Entstehung der germanisch-romanischen Reiche im Frühmittelalter erfolgte ebenfalls in diesem Kontext. In neuerer Zeit wird vor allem der Identitätsbegriff benutzt, um so der Herausbildung der gentes in einem fortlaufenden Prozess der Identitätsbildung besser gerecht zu werden.